# Betty Tompkins
Betty Tompkins (Washington, EUA, 1945) és una artista feminista estatunidenca.
Entre 1969 i 1974, Betty Tompkins va crear amb aerògraf diverses pintures fotorealistes de gran format titulades Fuck Paintings (Pintures de cardar); un tema que va reprendre l'any 2003. Implacable, però sense emetre cap judici moral, mostra escenes de sexe en primeríssims plans. Mostra penetracions i masturbacions presentades d'una manera tan monumental que, d'una banda, són realistes i de l'altra, abstractes. «Em vaig adonar que si suprimia tots els elements que podien identificar les persones —caps, mans, peus, etc.—, podria crear aquestes belles imatges abstractes a partir de la porció més atraient de la fotografia, que era, és clar, la part sexual explícita.» 
Igual que Judith Bernstein, Anita Steckel i Louise Bourgeois, fundadores de la Collective Fight Censorship (FC) l'any 1973, Tompkins també critica el fet que en els museus només les dones estaven representades nues, mentre que la nuesa masculina estava completament oculta. Les obres de Tompkins han estat objecte de censura i les seves exposicions boicotejades. No va ser fins a l'any 2002 que va aconseguir arribar a una audiència més àmplia gràcies a una exposició que es va celebrar a Nova York.